# Ministerio de Asuntos Exteriores (Albania)
El Ministerio para Europa y de Asuntos Exteriores (en albanés: Ministria për Europën dhe Punët e Jashtme), es el Ministerio de Asuntos Exteriores de Albania, cuya responsabilidad es coordinar y supervisar la actividad concerniente tanto a la adhesión de Albania a la Unión Europea como a los asuntos de diplomacia exterior que atañen a la República y otros asuntos análogos como la función relativa del gabinete de Albania en temas de adhesión a organismos o agencias supranacionales.
La sede principal del Ministerio se encuentra en el bulevar de Juana de Arco n.º 63 (en albanés: Bulevardi Zhan D'Ark 63), del código postal 1017 de Tirana, Albania.
El origen del Ministerio se remonta al 4 de diciembre de 1912, fecha del establecimiento del gobierno provisional del Estado albanés, independizado el 28 de noviembre de 1912 tras la primera guerra de los Balcanes, después de varios años de revueltas albanesas en la zona contra el dominio del Imperio otomano.
El primer ministro de exteriores albanés fue el propio primer ministro del gabinete, Ismail Qemali. La ocupación del ministerio durante las primeras décadas de existencia del país fue asegurar el reconocimiento de Albania por parte de las potencias europeas, cuyos intereses les podían posicionar muy en contra de una Albania independiente, como el caso de la Francia aliada a los otomanos o el recién creado Reino de los Serbios, Croatas y Eslovenos tras la Primera Guerra Mundial, muy interesado en absorber también el territorio albano.
El ministerio desapareció durante el Protectorado italiano de Albania (1939-1943) y fue recuperado en la República Popular de Albania tras los gobiernos provisionales de los últimos vaivenes de la Segunda Guerra Mundial.
Actualmente, el ministerio sigue operando en la actividad de política exterior con especial atención en lo referente a la adhesión de Albania a la Unión Europea, considerado un tema de máxima prioridad por los sucesivos gobiernos albaneses.

## Ministros
Desde el restablecimiento de la República de Albania tras la etapa comunista, el cargo de ministro de exteriores ocupado entonces por Reis Malile como ministro y Sokrates Plaka como viceministro, fue ocupado por las siguientes personas:
Leyenda:

     Partido Socialista

     Partido Democrático

     Unión Liberal Democrática

     Partido Socialdemócrata

     Movimiento Socialista por la Integración

| N.º  | Nombre                | Tiempo en el cargo       | Tiempo en el cargo       | P. |
| ---- | --------------------- | ------------------------ | ------------------------ | -- |
| 25   | Muhamet Kapllani      | 22 de febrero de 1991    | 6 de diciembre de 1991   |    |
| 26   | Ilir Boçka            | 18 de diciembre de 1991  | 13 de abril de 1991      |    |
| 27   | Alfred Serreqi        | 13 de abril de 1992      | 10 de julio de 1996      |    |
| 28   | Tritan Shehu          | 11 de julio de 1996      | 1 de marzo de 1997       |    |
| 29   | Arian Starova         | 11 de marzo de 1997      | 24 de julio de 1997      |    |
| 30   | Paskal Milo           | 25 de julio de 1997      | 6 de septiembre de 2001  |    |
| 31   | Arta Dade             | 6 de septiembre de 2001  | 25 de julio de 2002      |    |
| 32   | Ilir Meta             | 29 de julio de 2002      | 18 de julio de 2003      |    |
| 33   | Kastriot Islami       | 29 de diciembre de 2003  | 10 de septiembre de 2005 |    |
| 34   | Besnik Mustafaj       | 11 de septiembre de 2005 | 30 de abril de 2007      |    |
| 35   | Lulzim Basha          | 1 de mayo de 2007        | 17 de septiembre de 2009 |    |
| (32) | Ilir Meta             | 17 de septiembre de 2009 | 14 de septiembre de 2009 |    |
| 36   | Edmond Haxhinasto     | 17 de septiembre de 2010 | 2 de julio de 2012       |    |
| 37   | Edmond Panariti       | 3 de julio de 2012       | 4 de abril de 2013       |    |
| 38   | Aldo Bumçi            | 4 de abril de 2013       | 15 de septiembre de 2013 |    |
| 39   | Ditmir Bushati        | 15 de septiembre de 2013 | 18 de enero de 2019      |    |
| 40   | Edi Rama → Gent Cakaj | 22 de enero de 2019      | 31 de diciembre de 2020  |    |
| 41   | Olta Xhaçka           | 4 de enero de 2021       | 9 de septiembre de 2023  |    |
| 42   | Igli Hasani           | 12 de septiembre de 2023 | En el cargo              |    |